# Școala Colonel Walker, Calgary
Școala Colonel Walker  este amplasată în centrul istoric al orașului Inglewood, care este în prezent un cartier situat în sud-estul orașului Calgary. Ea poartă numele colonelului James Walker,  care a donat orașului proprietatea sa privată pentru crearea unui parc protejat destinat păsărilor, acesta fiind situat pe malul râului Bow.  Școala are profesori entuziaști și un personal care creează o atmosferă plăcută pentru ca elevii să crească și să  învețe în condiții deosebite.  Școala se străduiește să fie o comunitate de învățare cooperativă, cu un sistem divers de învățare de calitate, îndrumând viitorii cetățeni în direcția cunoașterii și respectării proprietății publice și a mediului înconjurător. 